# Diva (BLOOD+)
Diva è l'antagonista principale dell'anime e manga BLOOD+ di Junichi Fujisaku. Sorella della protagonista in realtà è una specie di vampiro che si nutre di sangue umano, ma non mostra timore della luce solare. Immortale sembra che soltanto il sangue della sorella possa nuocere al suo corpo.

## Storia

### Nel passato
Il passato di Diva lo comprendiamo soltanto dopo aver visto molti episodi dell'anime, scoperte entrambe dalle stesse persone mentre Saya fu trattata con tutti i riguardi, Diva venne nascosta in cima ad una torre mentre con il suo sangue venivano condotti esperimenti segreti. L'essere nutriva un odio smisurato per le persone che vivevano tranquillamente nel castello e quando Saya ingenuamente in un giorno di festa la liberò Diva si vendicò distruggendo e uccidendo chiunque le capitasse vicino compiendo una strage. In seguito si alleò con Amshel Goldsmith, con il quale scelse con cura alcune persone a cui donare il dono dell'immortalità facendoli così diventare dei cavalieri al suo servizio e fondendo le cinque frecce. Oltre al misterioso Nathan Mahler che sembrerebbe essere già stato morso in precedenza (ma l'episodio non viene mai mostrato facendo pensare a diverse ipotesi) sceglie come suoi fidati alleati Solomon Goldsmith e James Ironside. Il suo obiettivo è quello di trasformare l'intera razza umana in vampiri grazie alla sua voce, il quale timbro unito a sostanze che vengono somministrate a tutto il pubblico presente riesce ad alterare il dna.

### Nel presente
La prima comparsa della donna avviene proprio nel castello dove Saya anni prima l'aveva liberata mentre uccide il fratello adottivo minore della vera sorella. Anche se la protagonista cerca in tutti i modi do farlo tornare in vita riuscendoci alla fine a costo di donargli una vita da cavaliere Diva vorrà incontrarlo di nuovo per ucciderlo una seconda volta. Al suo bacio il bambino assumerà le sembianze di una statua di cristallo e andrà in frantumi.  Inizialmente viene accompagnata da Karl Fei-Ong. Si scontra alcune volte con il Red Shield e con sua sorella ma si dimostra superiore ai suoi nemici. In seguito assume l'aspetto del bambino che aveva ucciso e inizia una tournée come cantante.

### Carattere
Il suo carattere è quello di una bambina, ingenua, ama scherzare giocare con tutti. Ma al contempo non si rende conto di fare del male agli esseri umani, proprio come gli esseri umani non si rendono conto di fare del male a piccoli animali.
Nel corso della serie ritroviamo esempi di questo suo carattere infantile a discapito della sua crudeltà:
- Quando desidera le scarpe di uno dei soldati del Red shield
- Quando si getta da un palco del teatro sicura che Ironside la prendesse al volo

### Tecniche
Le sue tecniche non vengono mostrate durante la serie. La vediamo sconfiggere duramente Solomon ma il combattimento non viene mostrato nell'anime. Alla fine combatterà con la spada contro sua sorella ma non mostrerà particolari abilità.